# Richard Gonda
Richard Gonda (Banská Bystrica, 14 de março de 1994) é um automobilista eslovaco.

## Carreira

### GP3 Series
Gonda fez sua estreia na GP3 Series na temporada de 2016 pela equipe Jenzer Motorsport.